# Citroën C5 X
Citroën C5 X — кросовер середнього розміру, що випускається французьким брендом Citroën з червня 2021 року.

## Екстер'єр
Назва раніше використовувалася на Citroën C5. Названий C5 X, де «X» означає кросовер, стилізований як універсал або ліфтбек зі збільшеним кліренсом. Це великий кросовер SUV для покупців, які хочуть позашляховик або універсал. Автомобіль призначений як комбінація позашляховика, седана та універсалу. Доступний також як плагін-гібрид із спільною технологією від Peugeot 508. C5 X продається як Dongfeng Citroën Versailles C5 X у Китаї, відроджуючи назву Versailles, яка колись використовувалася для Ford Versailles.
C5 X повторює дизайн концепції CXperience 2016 року. C5 X приблизно на 50 мм коротший, приблизно на 13 мм вищий і приблизно на 130 мм менший за CXperience. C5 X PHEV доступний у 4 режимах водіння: електричному, гібридному, комфортному та спортивному, з пробігом 39 миль (63 км) на повністю електричному ході. C5 X базується на платформі EMP2 V3, спільно з аналогічним Peugeot 408 і DS 4. Він поставляється в трьох комплектаціях: Sense Plus, автомобіль початкового рівня, Shine, автомобіль середнього класу, і Shine Plus, найвищий клас з усіх комплектацій.

## Безпека і нагороди
C5 X у стандартній європейській комплектації отримав 4 зірки Euro NCAP у 2022 році.
У 2023 році C5 X отримав нагороду «Найкращий великий автомобіль» на 13-му конкурсі «Жіночий всесвітній автомобіль року».

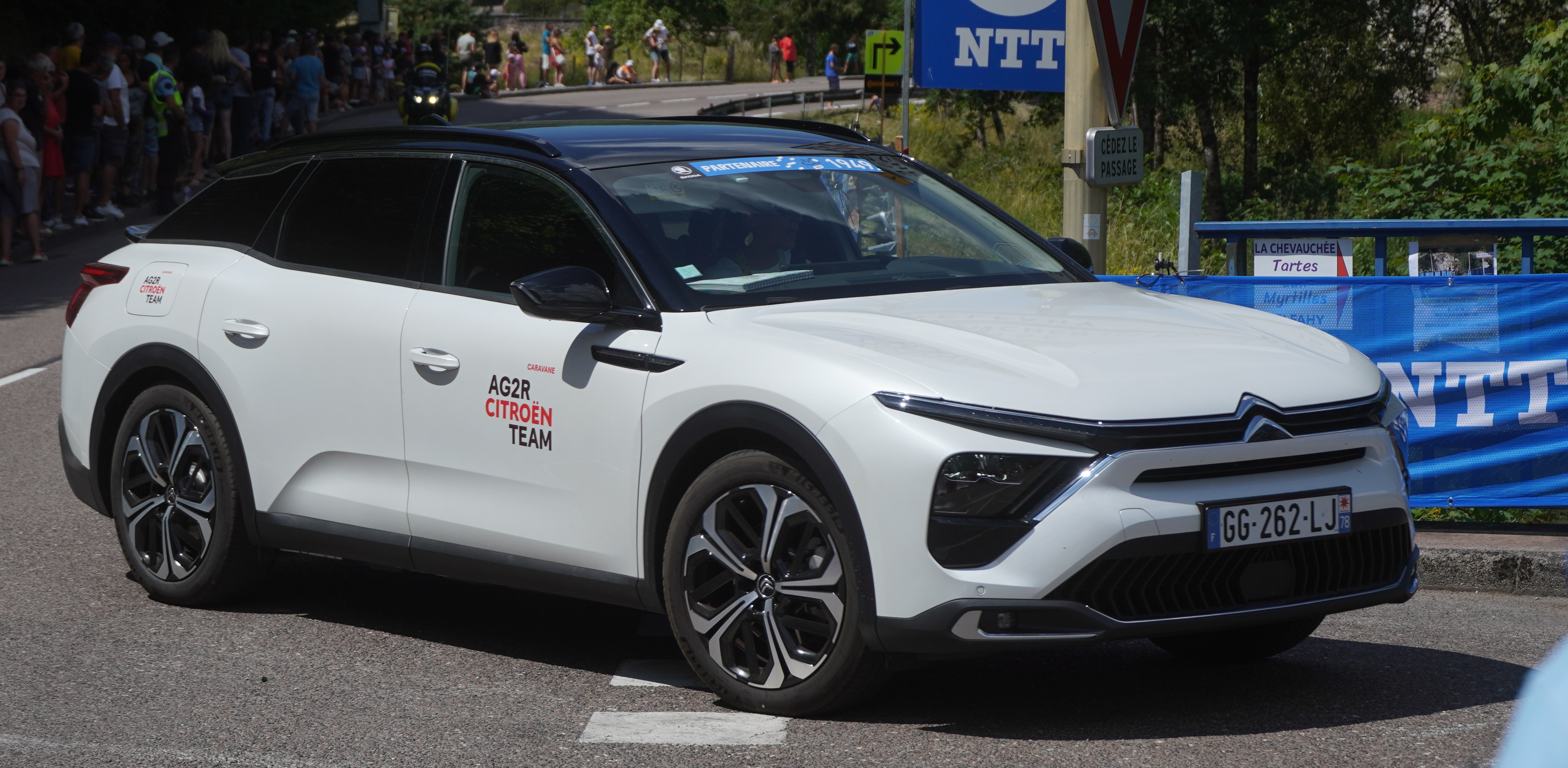
вид спереду
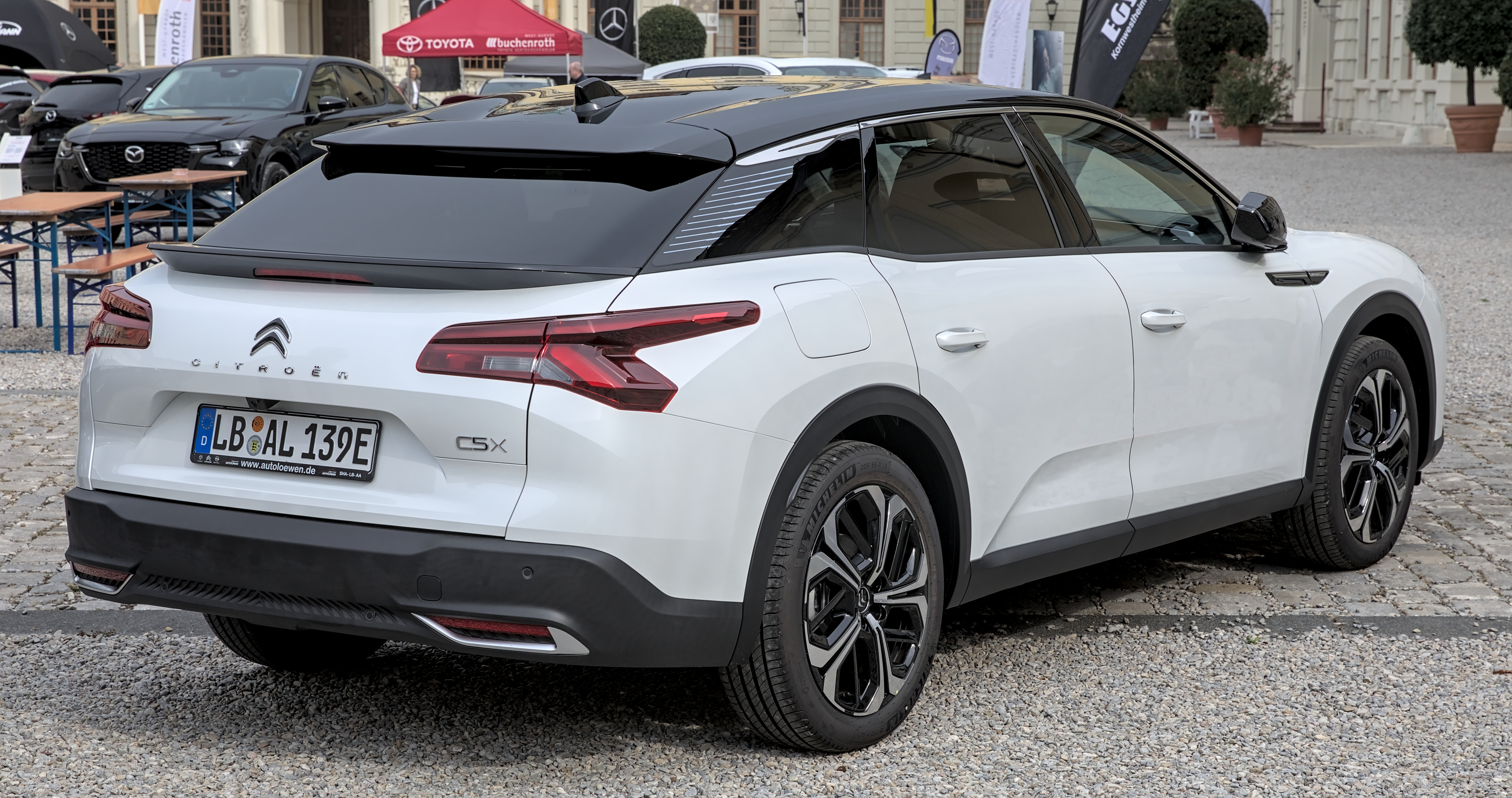
вид ззаду
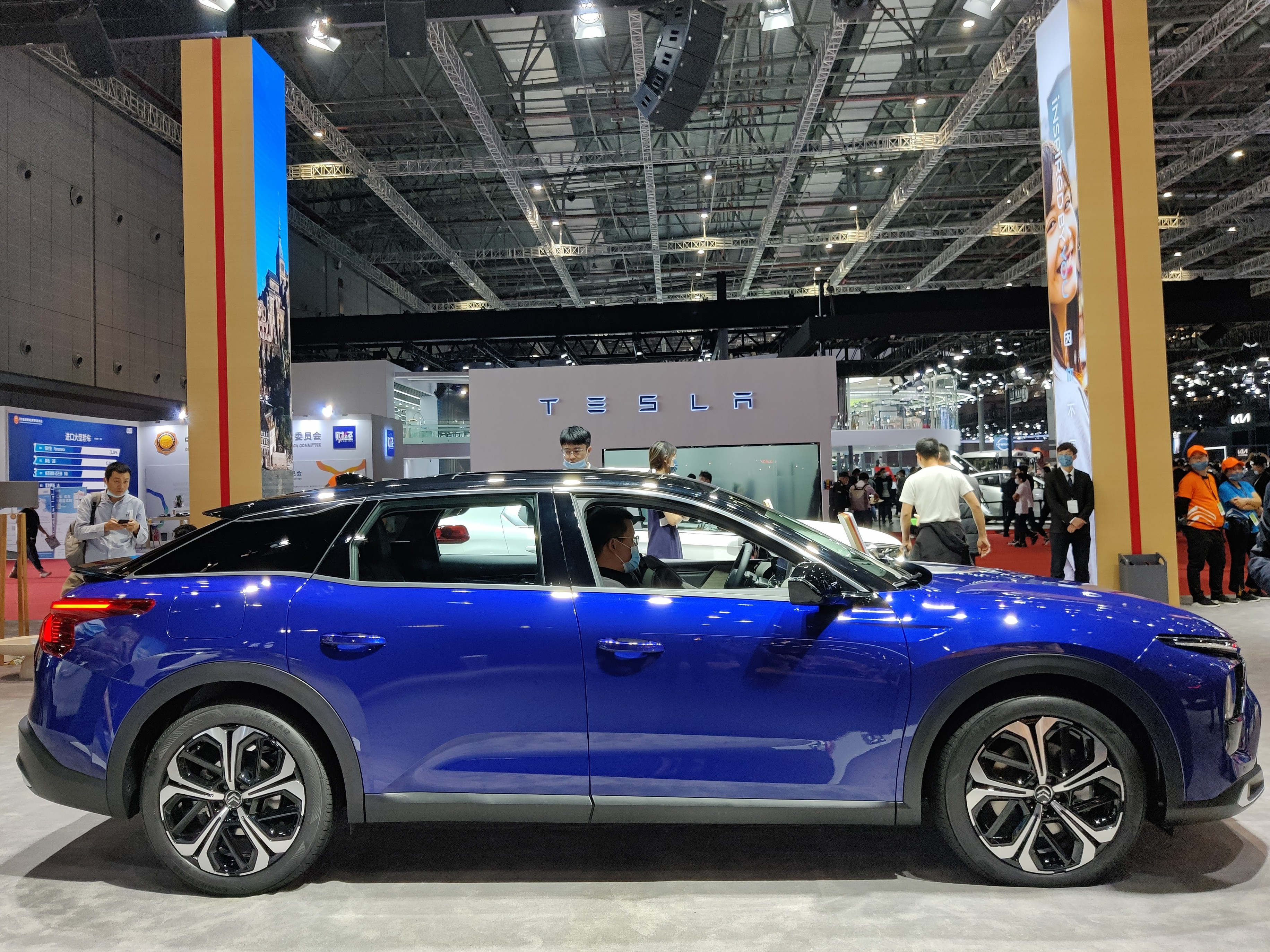
вид збоку
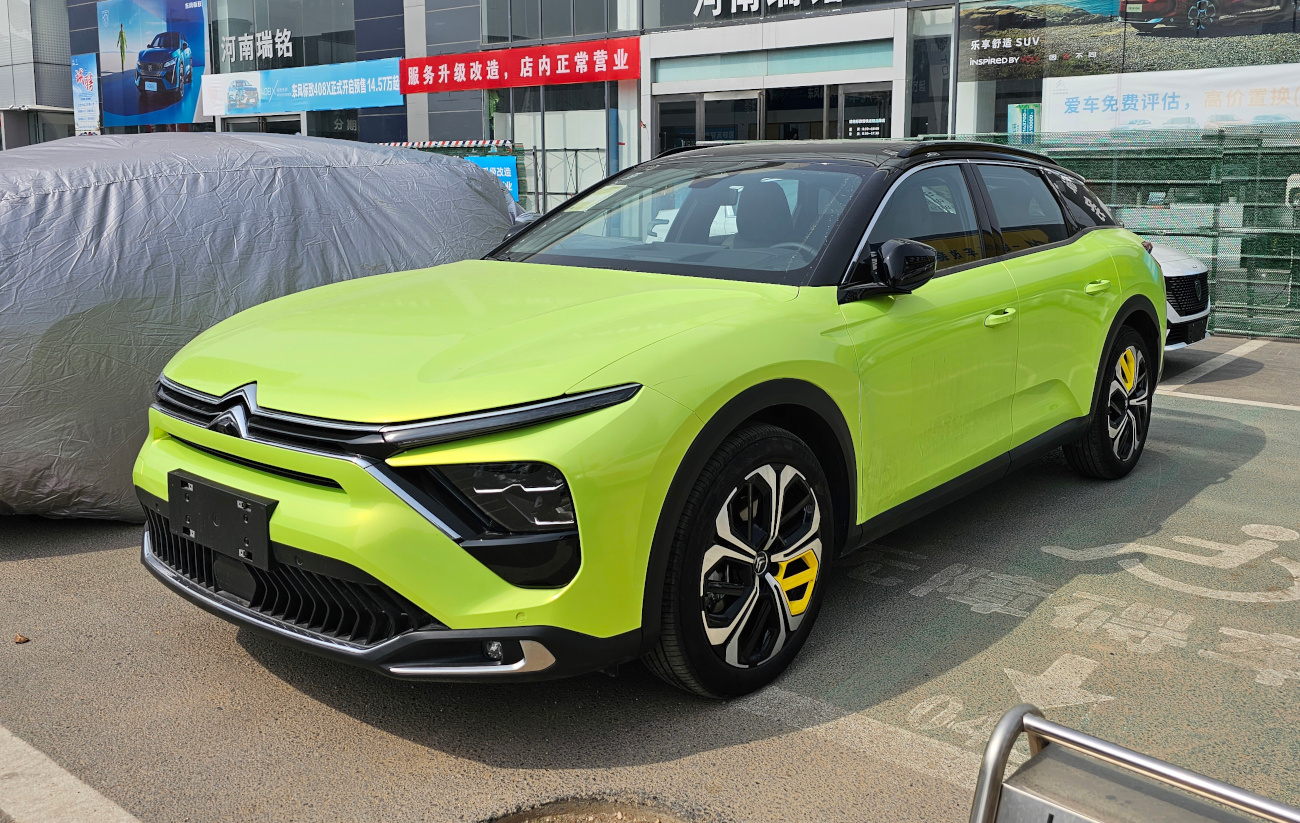
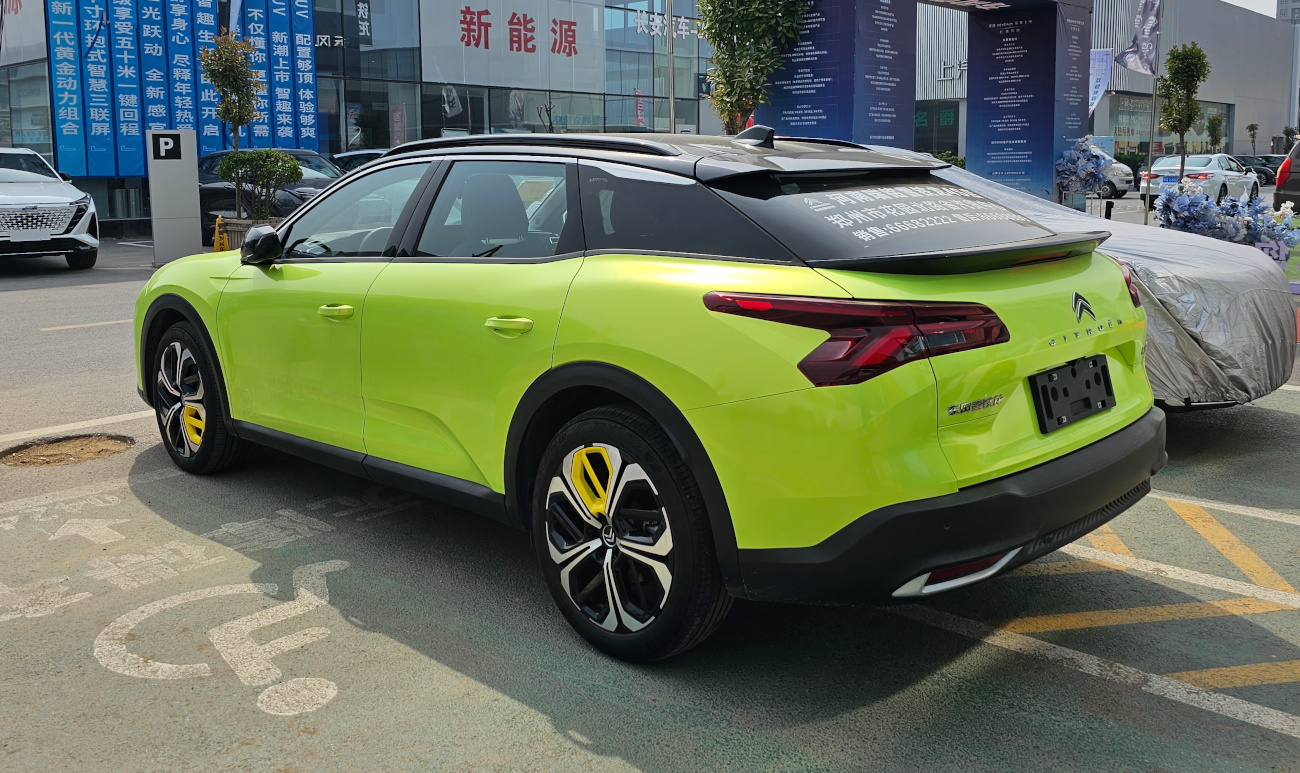
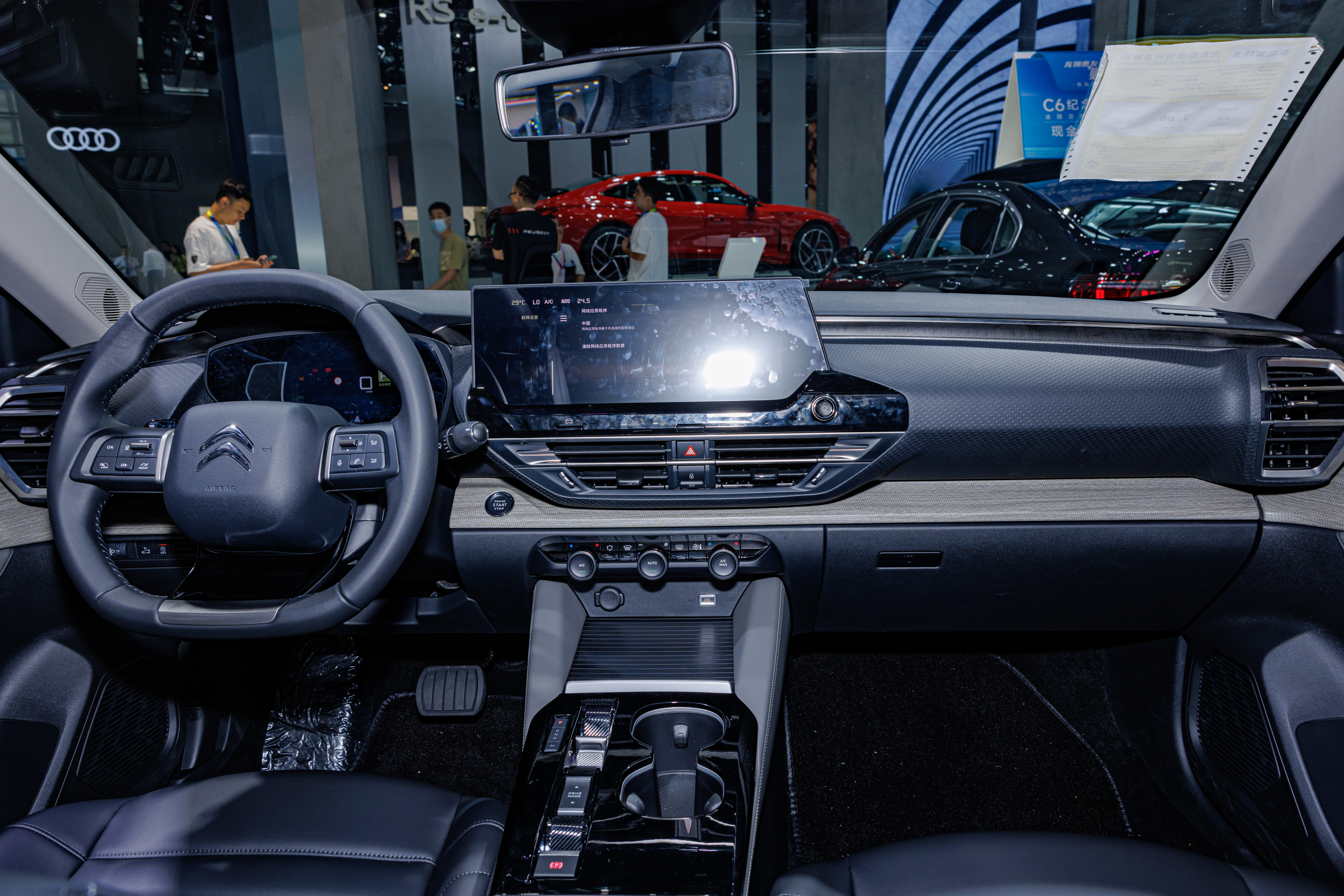
інтер'єр китайської версії
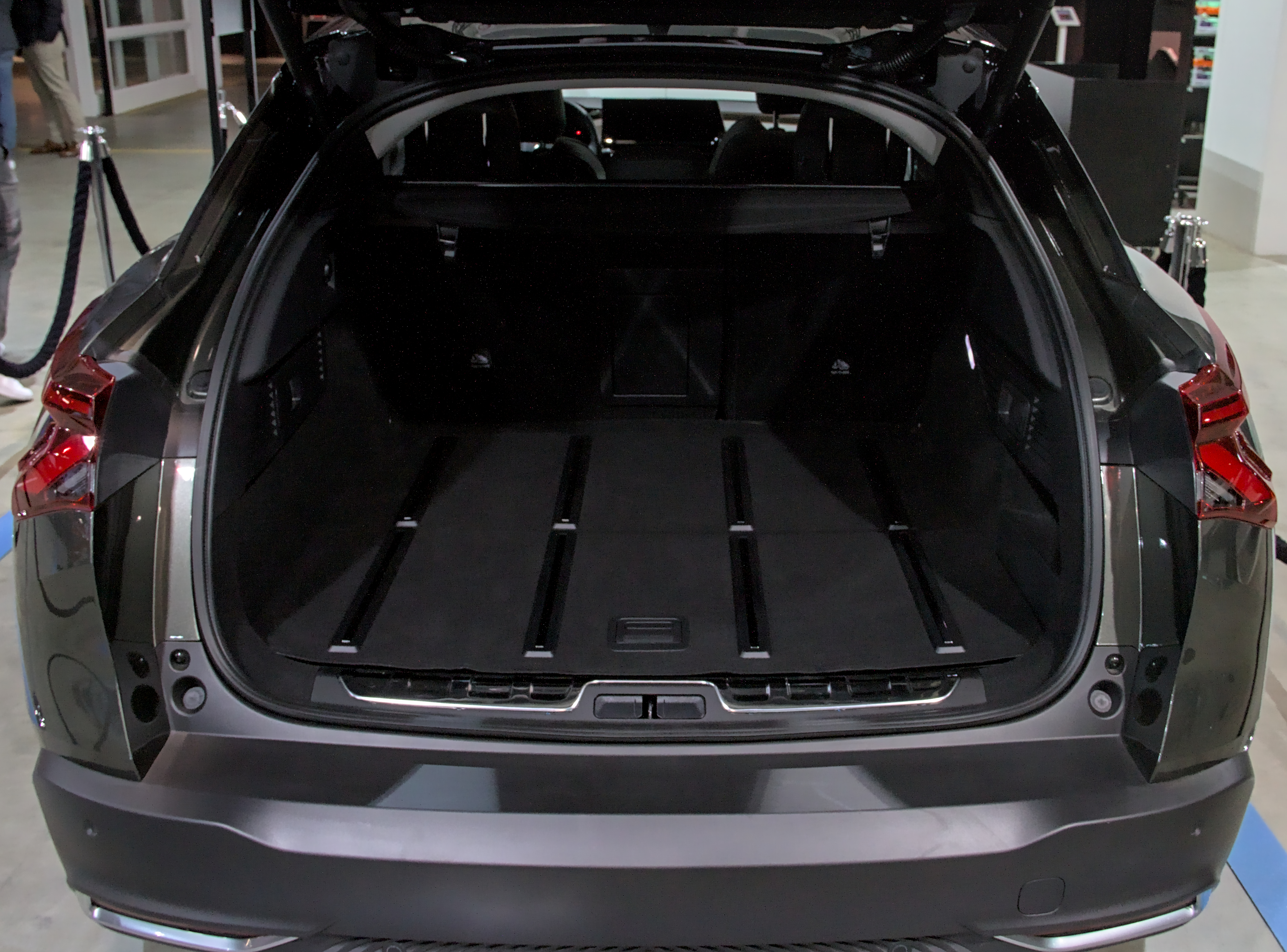
багажник
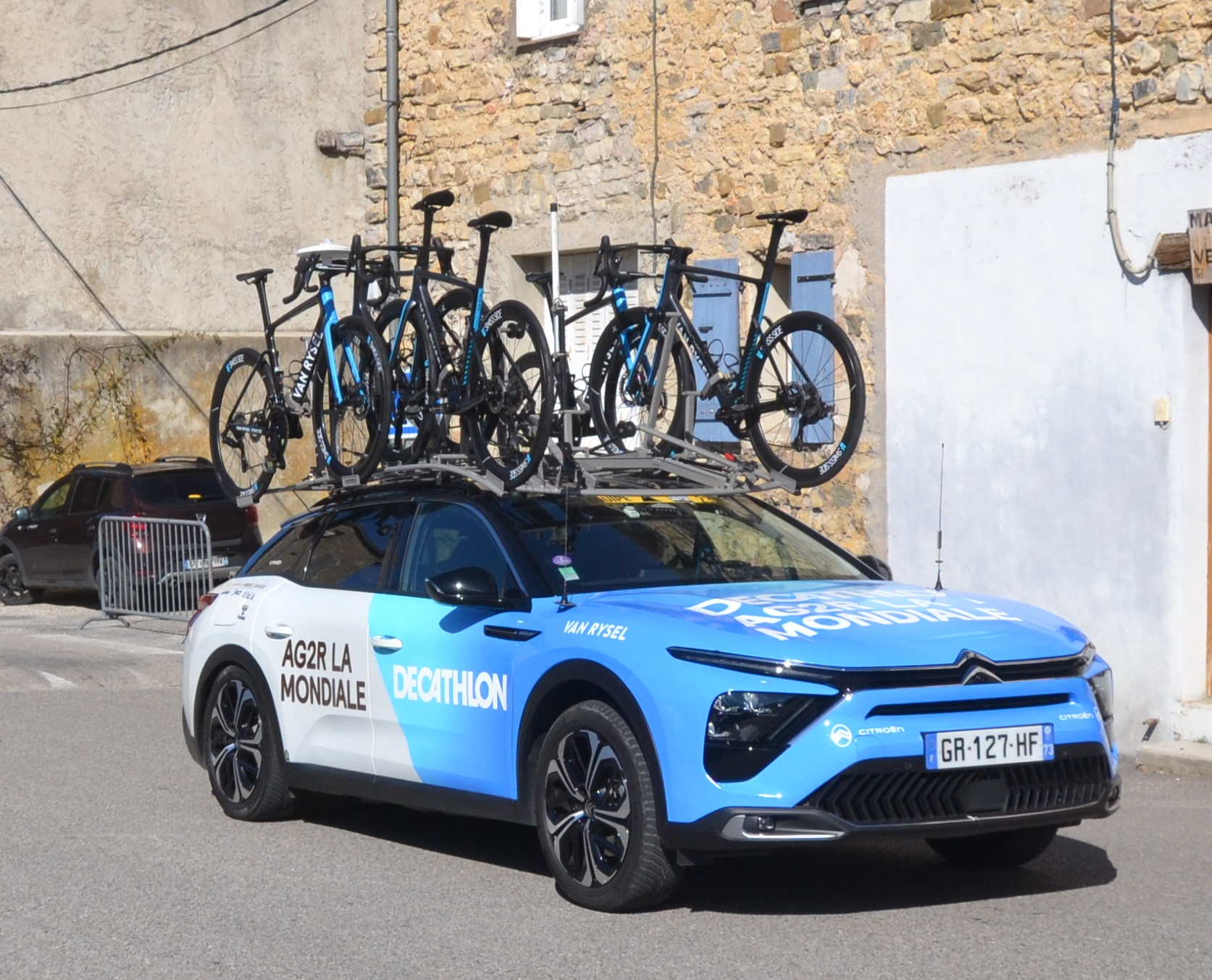

## Особливості
| Версія                  | Двигун                | Потужність                        | Крутний момент         | Об'єм            | Максимальна швидкість | Трансмісія       | Разгін (0—60/100) | Компоновка       | Виробництво                     |
| Бензинові моделі        | Бензинові моделі      | Бензинові моделі                  | Бензинові моделі       | Бензинові моделі | Бензинові моделі      | Бензинові моделі | Бензинові моделі  | Бензинові моделі | Бензинові моделі                |
| ----------------------- | --------------------- | --------------------------------- | ---------------------- | ---------------- | --------------------- | ---------------- | ----------------- | ---------------- | ------------------------------- |
| 1.2 PureTech 130        | 1.2 L EB2DTS I3 turbo | 98 кВт (131 к.с.) при 5500 об/хв  | 230 Н·м при 1750 об/хв | 1199 см3         | 210 км/г              | 8-швидк. АКПП    | 11.3 сек.         | FWD              | 3 квартал 2021 — теперішній час |
| 1.6 PureTech 180        | 1.6 L EP6FDT I4 turbo | 135 кВт (181 к.с.) при 5500 об/хв | 300 Н·м при 1900 об/хв | 1598 см3         | 230 км/г              | 8-швидк. АКПП    | 8.8 сек.          | FWD              | 1 квартал 2022 — теперішній час |
| Гібридні моделі         |                       |                                   |                        |                  |                       |                  |                   |                  |                                 |
| 1.6 PureTech 225 e-EAT8 | 1.6 L EB2DTS I4 turbo | 168 кВт (225 к.с.) при 6000 об/хв | 360 Н·м при 1750 об/хв | 1598 см3         | 233 км/г              | 8-швидк. АКПП    | 7.9 сек.          | FWD              | 3 квартал 2021 — теперішній час |

| Версія                  | Запас ходу | Потужність        | Крутний момент | Максимальна швидкість | Акумулятор               | Виробництво                     |
| ----------------------- | ---------- | ----------------- | -------------- | --------------------- | ------------------------ | ------------------------------- |
| 1.6 PureTech 225 e-EAT8 | 59—60 км   | 82 кВт (110 к.с.) | 320 Н·м        | 135 км/г              | 12.4 кВт⋅г, літій-іонний | 3 квартал 2021 — теперішній час |

## Комплектації
Комплектації, доступні у Франції на момент запуску  C5 X:
- Feel
- Feel Pack
- Shine
- Shine Pack

У вересні 2023 року додались комплектації:
- You
- Plus
- Max

### Спеціальні серії
- Year of the Tiger (Рік Тигра 2022, Китай)[18]
- FM Edition (видання ФМ 2022, Китай)[19]
- Hypnos (Гіпноз 2023, Європа)[20]

## Концепт CXperience
Концепт-кар Citroën CXperience, представлений на Паризькому автосалоні 2016 року, є прообразом дизайну C5 X.

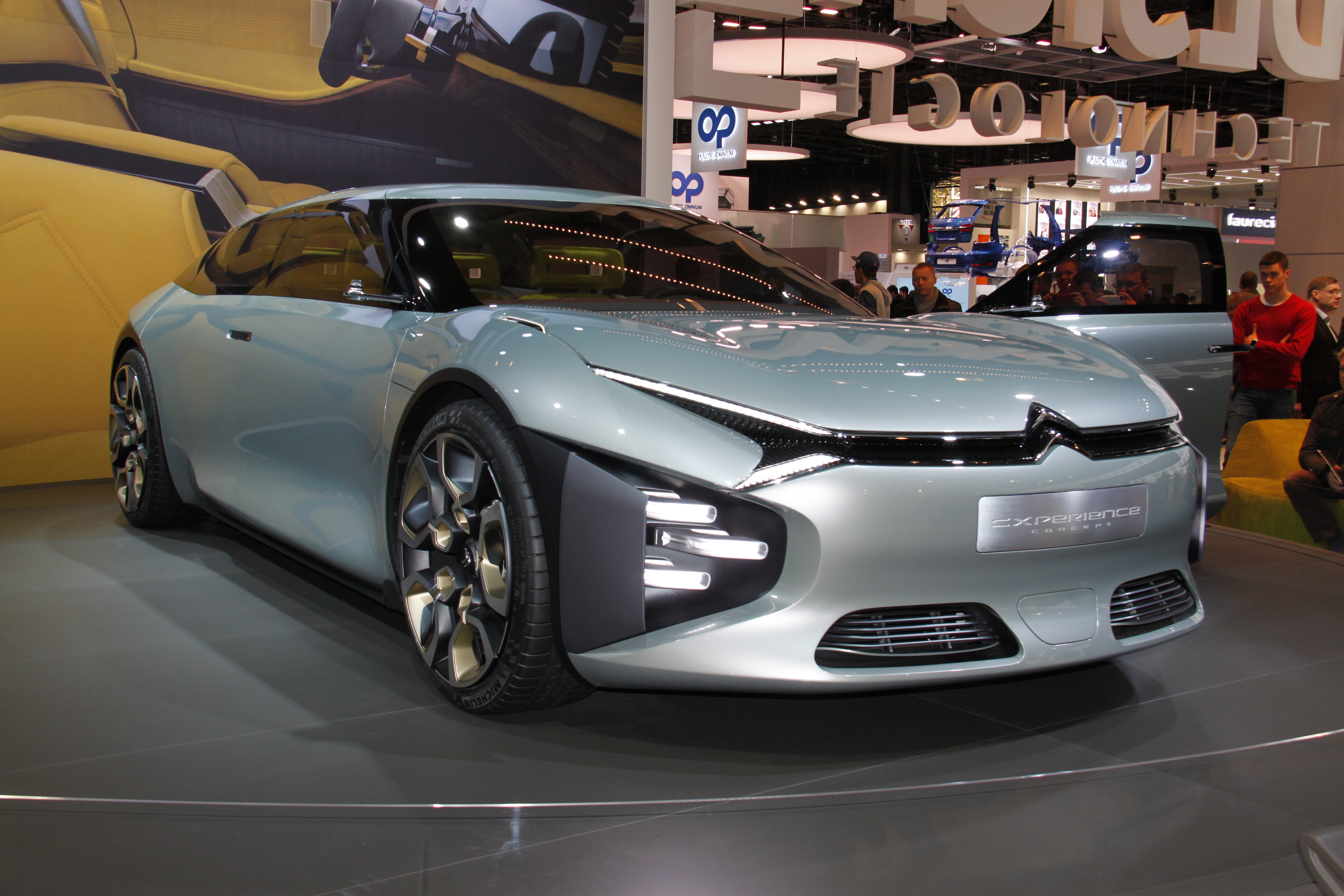
Citroën CXperience Concept на Паризькому автосалоні 2016
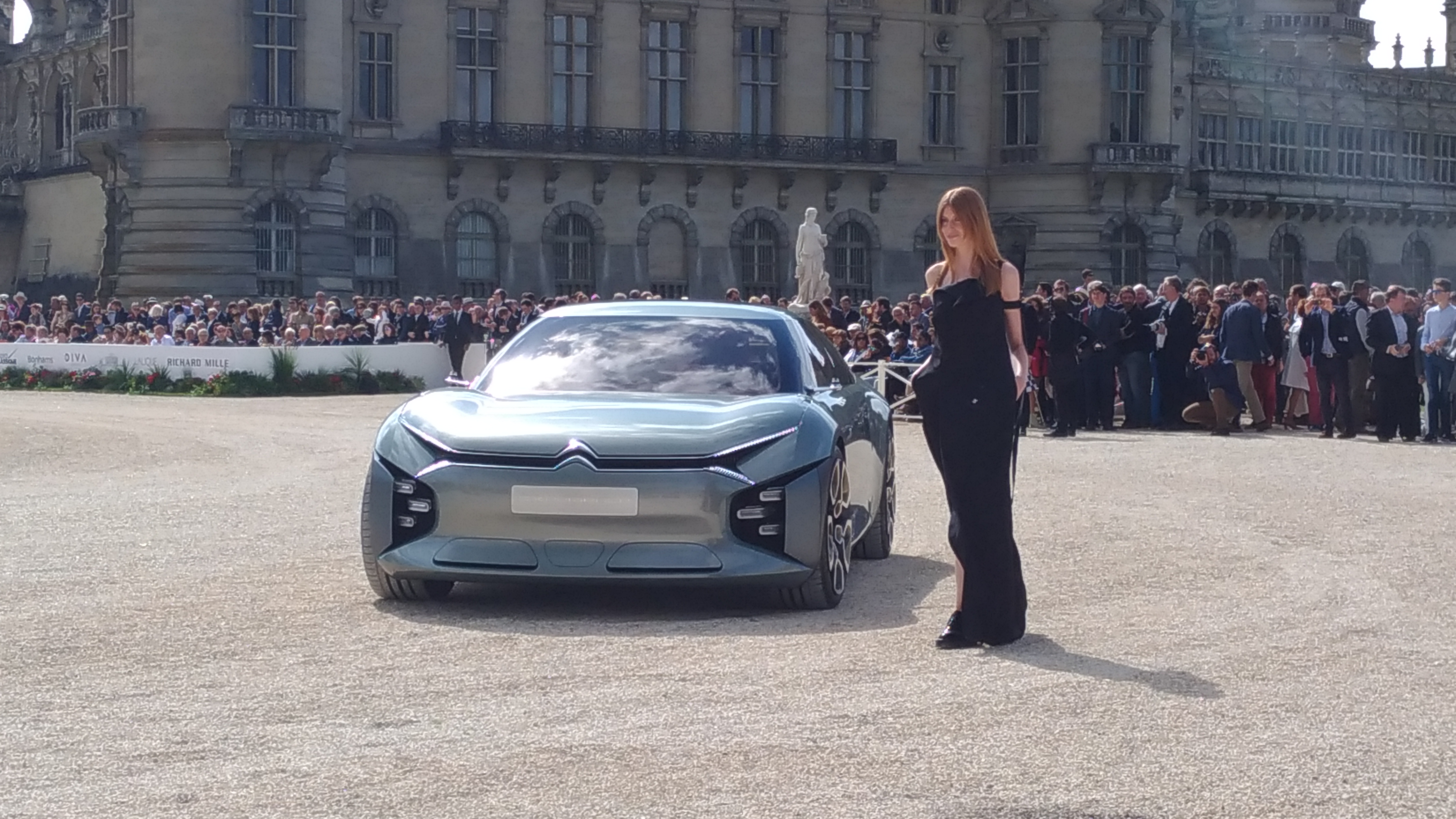
CXperience на конкурсі елегантності
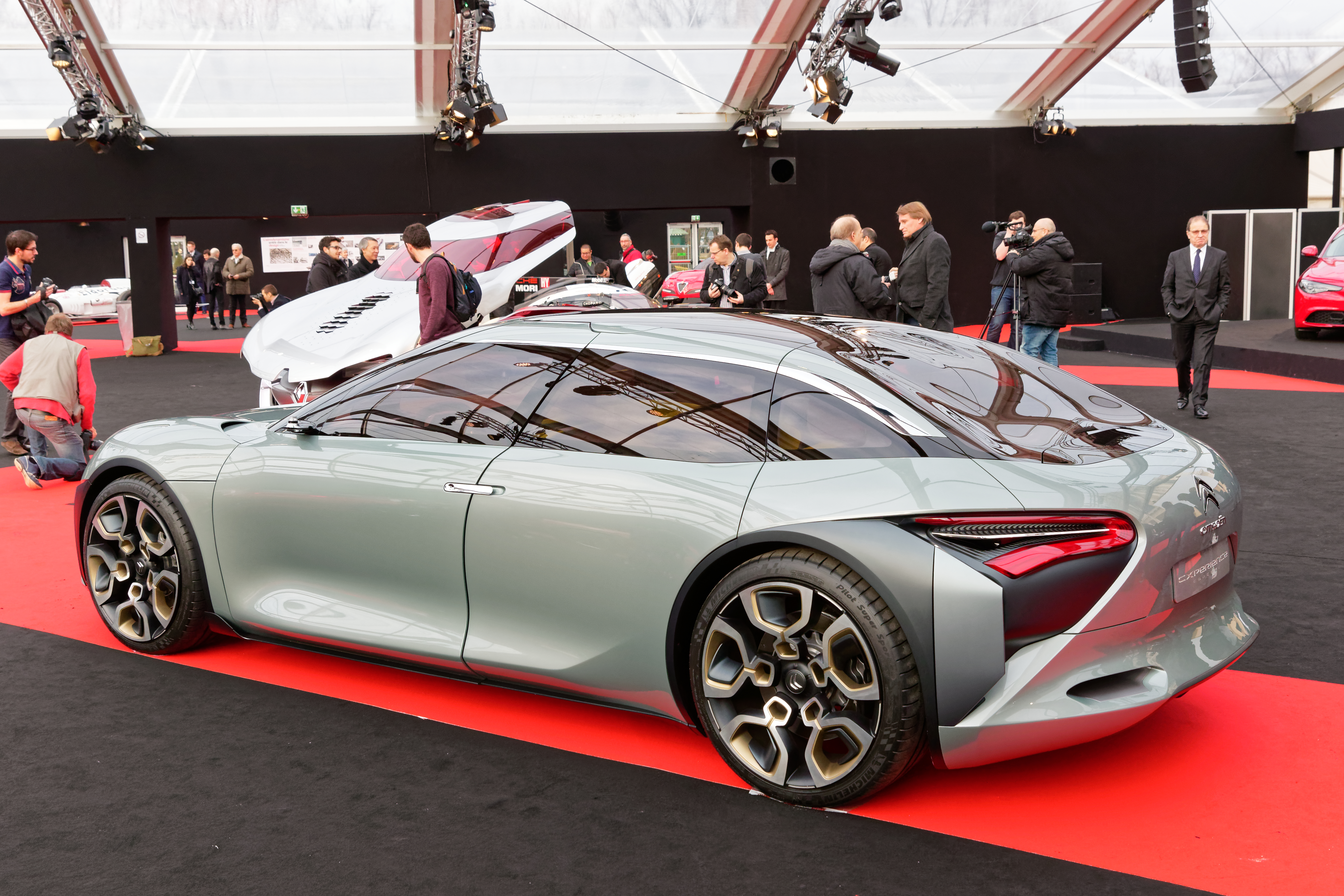
Citroën CXperience